# Narycia transvaalicola
Narycia transvaalicola är en fjärilsart som beskrevs av Embrik Strand 1929. Narycia transvaalicola ingår i släktet Narycia och familjen säckspinnare. Inga underarter finns listade i Catalogue of Life.